# لوکویش
لوکویش (به آلمانی: Lockwisch) یک شهر در آلمان است که در نوردوست‌مکلنبورگ واقع شده‌است. لوکویش ۳۸۰ نفر جمعیت دارد.